# Мексикански дървесни жаби
Мексиканските дървесни жаби (Smilisca) са род земноводни от семейство Дървесници (Hylidae).
Таксонът е описан за пръв път от американския палеонтолог Едуард Дринкър Коуп през 1865 година.

## Видове
- Smilisca baudinii – Мексиканска смилиска
- Smilisca cyanosticta
- Smilisca dentata
- Smilisca fodiens – Ровеща дървесница
- Smilisca manisorum
- Smilisca phaeota
- Smilisca puma
- Smilisca sila
- Smilisca sordida